# Justine Greening
Justine Greening (født 30. april 1969 i Yorkshire) er en britisk politiker fra partiet Konservative. Hun blev ligestillings- og undervisningsminister i 2016 i Regeringen Theresa May.